# Мустиничі
Мустиничі (рос. Мустиничи) — присілок у Лодєйнопольському районі Ленінградської області Російської Федерації.
Населення становить 34 особи. Належить до муніципального утворення Альоховщинське сільське поселення.

## Історія
Згідно із законом від 20 вересня 2004 року № 63-оз належить до муніципального утворення Альоховщинське сільське поселення.

## Населення
| 1879 | 1885 | 1905 | 1927 | 1961 | 1997 | 2007 |
| ---- | ---- | ---- | ---- | ---- | ---- | ---- |
| 277  | ↘132 | ↗246 | ↘165 | ↘95  | ↘38  | ↘34  |
| 2010 | 2014 | 2015 | 2016 |      |      |      |
| ↘28  | ↗32  | ↗33  | ↗34  |      |      |      |